# Geoffrey Yegon
Geoffrey Yegon (28 augustus 1988) is een Keniaanse atleet, die is gespecialiseerd in de lange afstand. In Nederland geniet het met name bekendheid wegens zijn overwinning bij de Venloop (2016) en zijn overwinning bij de City-Pier-City Loop (2017).
Hij begon met hardlopen op 23-jarige leeftijd. In 2015 werd hij tweede bij de Montferland Run. Het jaar erop won hij in Duitsland de Paderborner Osterlauf. Bij de Venloop won hij de wedstrijd in een parcoursrecord van 59.44 en liep hiermee de beste wereldjaarprestatie op dat moment. Bij de halve marathon van Göteborg  werd hij tweede in 1:01.12 en verslagen door zijn landgenoot Richard Kiprop, die de wedstrijd won in 59.35.

## Persoonlijke records
| Onderdeel      | Prestatie | Datum             | Plaats     |
| -------------- | --------- | ----------------- | ---------- |
| 10 km          | 27.31     | 18 september 2016 | Kopenhagen |
| 15 km          | 42.08     | 21 mei 2016       | Göteborg   |
| 20 km          | 56.47     | 20 maart 2016     | Venlo      |
| halve marathon | 59.44     | 20 maart 2016     | Venlo      |

## Palmares

### 10 km
- 2016:  Paderborner Osterlauf - 28.22
- 2016:  Klap tot Klap Loop in Stadskanaal - 29.29
- 2016:  Oelder Sparkassen-City-Lauf - 28.15

### 15 km
- 2015:  Montferland Run - 42.54

### halve marathon
- 2016:  Venloop - 59.44
- 2016:  halve marathon van Göteborg - 1:00.12
- 2016:  halve marathon van Hamburg - 1:01.46
- 2016: 9e halve marathon van Kopenhagen - 1:00.26
- 2016: 5e halve marathon van Valencia - 59.46
- 2017:  City-Pier-City Loop - 59.56
- 2017:  halve marathon van Praag - 1:00.41
- 2017: 9e halve marathon van Kopenhagen - 1:00.16
- 2018: 12e halve marathon van Ras al-Khaimah - 1:00.50
- 2018:  halve marathon van Praag - 59.56
- 2019:  halve marathon van Rome-Ostia - 1:00.23

### marathon
- 2022: 7e Marathon van Praag - 2:13.04